# Вещественное число
Веще́ственное (действи́тельное) число́ — математический объект, элемент множества вещественных чисел, принадлежность к которому определяется аксиоматикой вещественных чисел. Так же его можно определить как элемент непрерывного упорядоченного поля.
Вещественные числа возникли из потребности измерения геометрических и физических объектов окружающего мира, а также проведения таких вычислительных операций, как извлечение корня, вычисление логарифмов, решение алгебраических уравнений, исследование поведения функций.

Числовая прямая, показано положение на ней чисел √2, и

Если натуральные числа возникли в процессе счёта, рациональные — из потребности оперировать частями целого, то вещественные числа предназначены для измерения непрерывных величин. Таким образом, расширение запаса рассматриваемых чисел привело к множеству вещественных чисел, которое, помимо чисел рациональных, включает элементы, называемые иррациональными числами.
Наглядно понятие вещественного числа можно представить при помощи числовой прямой. Если на прямой выбрать направление, начальную точку и единицу длины для измерения отрезков, то каждому вещественному числу можно поставить в соответствие определённую точку на этой прямой и, обратно, каждой точке прямой можно поставить в соответствие некоторое вещественное число, притом только одно. Вследствие этого соответствия термин «числовая прямая» обычно употребляется в качестве синонима множества вещественных чисел.
Понятие вещественного числа прошло долгий путь становления. Ещё в Древней Греции в школе Пифагора, которая в основу всего ставила целые числа и их отношения, было открыто существование несоизмеримых величин (несоизмеримость стороны и диагонали квадрата), то есть в современной терминологии — чисел, не являющихся рациональными. Вслед за этим Евдоксом Книдским была предпринята попытка построить общую теорию числа, включавшую несоизмеримые величины. После этого, на протяжении более двух тысяч лет, никто не ощущал необходимости в точном определении понятия вещественного числа, несмотря на постепенное расширение этого понятия. Лишь во второй половине XIX века, когда развитие математического анализа потребовало перестройки его основ на новом, более высоком уровне строгости, в работах К. Вейерштрасса, Р. Дедекинда, Г. Кантора, Э. Гейне, Ш. Мере была создана строгая теория вещественных чисел.
С точки зрения современной математики, множество вещественных чисел — непрерывное упорядоченное поле. Это определение, или эквивалентная система аксиом, в точности определяет понятие вещественного числа в том смысле, что существует только одно, с точностью до изоморфизма, непрерывное упорядоченное поле.
Множество вещественных чисел имеет стандартное обозначение — R («полужирное R»), {\displaystyle \mathbb {R} } или {\displaystyle \mathbf {R} }, Unicode U+211D ℝ double-struck capital r (HTML &#8477;) (англ. blackboard bold «ℝ», от лат. realis — действительный).

## История становления понятия вещественного числа

### Наивная теория вещественных чисел
Первая развитая числовая система, построенная в Древней Греции, включала только натуральные числа и их отношения (пропорции, в современном понимании — рациональные числа). Однако вскоре выяснилось, что для целей геометрии и астрономии этого недостаточно: например, отношение длины диагонали квадрата к длине его стороны не может быть представлено ни натуральным, ни рациональным числом.
Для выхода из положения Евдокс Книдский ввёл, в дополнение к числам, более широкое понятие геометрической величины, то есть длины отрезка, площади или объёма. Теория Евдокса дошла до нас в изложении Евклида («Начала», книга V). По существу, теория Евдокса — это геометрическая модель вещественных чисел. С современной точки зрения, число при таком подходе есть отношение двух однородных величин — например, исследуемой и единичного эталона. Следует, однако, подчеркнуть, что Евдокс остался верен прежней традиции — не рассматривал такое отношение как число; из-за этого в «Началах» многие теоремы о свойствах чисел затем заново доказываются для величин. Классическая теория Дедекинда для построения вещественных чисел по своим принципам чрезвычайно похожа на изложение Евдокса.
Однако модель Евдокса неполна в некоторых отношениях, например, она не включает отрицательные числа.
Ситуация начала меняться в первые века н. э. Уже Диофант Александрийский, вопреки прежним традициям, рассматривает дроби так же, как и натуральные числа, а в IV книге своей «Арифметики» даже пишет об одном результате: «Число оказывается не рациональным». После гибели античной науки на передний план выдвинулись математики Индии и стран ислама, для которых любой результат измерения или вычисления считался числом. Эти взгляды постепенно взяли верх и в средневековой Европе, где поначалу разделяли рациональные и иррациональные (буквально: «неразумные») числа (их называли также мнимыми, абсурдными, глухими и т. п.). Полное уравнение в правах иррациональных чисел связано с трудами Симона Стевина (конец XVI века), который провозгласил:
Мы приходим к выводу, что не существует никаких абсурдных, иррациональных, неправильных, необъяснимых или глухих чисел, но что среди чисел существует такое совершенство и согласие, что нам надо размышлять дни и ночи над их удивительной законченностью.
Он же, с некоторыми оговорками, легализовал отрицательные числа, а также развил теорию и символику десятичных дробей, которые с этого момента начинают вытеснять неудобные шестидесятеричные.
Спустя столетие Ньютон в своей «Универсальной арифметике» (1707 года) даёт классическое определение (вещественного) числа как отношения результата измерения к единичному эталону:
Под числом мы понимаем не столько множество единиц, сколько отвлечённое отношение какой-нибудь величины к другой величине того же рода, принятой за единицу.
Долгое время это прикладное определение считалось достаточным, так что практически важные свойства вещественных чисел и функций не доказывались, а считались интуитивно очевидными (из геометрических или кинематических соображений). Например, считался самоочевидным тот факт, что непрерывная кривая, точки которой расположены по разные стороны от некоторой прямой, пересекает эту прямую. Строгое определение понятия непрерывности также отсутствовало. Как следствие, немало теорем содержали ошибки, нечёткие или чрезмерно широкие формулировки.
Даже после того, как Коши разработал достаточно строгий фундамент анализа, положение не изменилось, поскольку теории вещественных чисел, на которую обязан был опираться анализ, не существовало. Из-за этого Коши сделал немало ошибок, положившись на интуицию там, где она приводила к неверным выводам: например, он полагал, что сумма ряда из непрерывных функций всегда непрерывна.

### Создание строгой теории
Первую попытку заполнить пробел в основаниях математики сделал Бернард Больцано в своей статье «Чисто аналитическое доказательство теоремы, что между любыми двумя значениями, дающими результаты противоположного знака, лежит по меньшей мере один действительный корень уравнения» (1817 год). В этой пионерской работе ещё нет целостной системы вещественных чисел, но уже приводится современное определение непрерывности и показывается, что на этой основе теорема, упомянутая в заглавии, может быть строго доказана. В более поздней работе Больцано даёт набросок общей теории вещественных чисел, по идеям близкой к канторовской теории множеств, но эта его работа осталась неопубликованной при жизни автора и увидела свет только в 1851 году. Взгляды Больцано значительно опередили своё время и не привлекли внимания математической общественности.
Современная теория вещественных чисел была построена во второй половине XIX века, в первую очередь трудами Вейерштрасса, Дедекинда и Кантора. Они предложили различные, но эквивалентные подходы к теории этой важнейшей математической структуры и окончательно отделили это понятие от геометрии и механики.

## Конструктивные способы определения вещественного числа
При конструктивном определении понятия вещественного числа на основе известных математических объектов (например, множества рациональных чисел {\displaystyle \mathbb {Q} }), которые принимают заданными, строят новые объекты, которые, в определённом смысле, отражают наше интуитивное понимание о понятии вещественного числа. Существенным отличием между вещественными числами и этими построенными объектами является то, что первые, в отличие от вторых, понимаются нами лишь интуитивно и пока не являются строго определённым математическим понятием.
Эти объекты и объявляют вещественными числами. Для них вводят основные арифметические операции, определяют отношение порядка и доказывают их свойства.
Исторически первыми строгими определениями вещественного числа были именно конструктивные определения. В 1872 году были опубликованы одновременно три работы: теория фундаментальных последовательностей Кантора, теория Вейерштрасса (в современном варианте — теория бесконечных десятичных дробей) и теория сечений в области рациональных чисел Дедекинда.

### Теория фундаментальных последовательностей Кантора
В данном подходе вещественное число рассматривается как предел последовательности рациональных чисел. Чтобы последовательность рациональных чисел сходилась, на неё накладывается условие Коши:
Смысл этого условия заключается в том, что члены последовательности, начиная с некоторого номера, будут лежать сколь угодно близко друг от друга. Последовательности, удовлетворяющие условию Коши, называются фундаментальными.
Вещественное число, определяемое фундаментальной последовательностью рациональных чисел {\displaystyle \{a_{n}\}}, обозначим {\displaystyle [a_{n}]}.
Два вещественных числа
{\displaystyle \alpha =[a_{n}]} и {\displaystyle \beta =[b_{n}]},
определённые соответственно фундаментальными последовательностями {\displaystyle \{a_{n}\}} и {\displaystyle \{b_{n}\}}, называются равными, если
Если даны два вещественных числа {\displaystyle \alpha =[a_{n}]} и {\displaystyle \beta =[b_{n}]}, то их суммой и произведением называются числа, определённые соответственно суммой и произведением последовательностей {\displaystyle \{a_{n}\}} и {\displaystyle \{b_{n}\}}:
Отношение порядка на множестве вещественных чисел устанавливается посредством соглашения, в соответствии с которым число {\displaystyle \alpha =[a_{n}]} по определению больше числа {\displaystyle \beta =[b_{n}]}, то есть {\displaystyle \alpha >\beta }, если
Способ построения множества вещественных чисел с помощью фундаментальных последовательностей рациональных чисел является частным случаем конструкции пополнения произвольного метрического пространства. Как и в общем случае, полученное в результате пополнения множество вещественных чисел само уже является полным, то есть содержит пределы всех фундаментальных последовательностей своих элементов.

### Теория бесконечных десятичных дробей
Вещественное число определяется как бесконечная десятичная дробь, то есть выражение вида
где {\displaystyle \pm } есть один из символов {\displaystyle +} или {\displaystyle -}, называемый знаком числа, {\displaystyle a_{0}} — целое неотрицательное число, {\displaystyle a_{1},a_{2},\ldots a_{n},\ldots } — последовательность десятичных знаков, то есть элементов числового множества {\displaystyle \{0,1,\ldots 9\}}.
Бесконечная десятичная дробь интерпретируется как такое число, которое на числовой прямой лежит между рациональными точками вида
{\displaystyle \pm a_{0},a_{1}a_{2}\ldots a_{n}} и {\displaystyle \pm \left(a_{0},a_{1}a_{2}\ldots a_{n}+10^{-n}\right)}
для всех {\displaystyle n=0,1,2,\ldots }
Сравнение вещественных чисел в форме бесконечных десятичных дробей производится поразрядно. Например, пусть даны два неотрицательных числа
Если {\displaystyle a_{0}<b_{0}}, то {\displaystyle \alpha <\beta }; если {\displaystyle a_{0}>b_{0}} то {\displaystyle \alpha >\beta }. В случае равенства {\displaystyle a_{0}=b_{0}} переходят к сравнению следующего разряда. И так далее. Если {\displaystyle \alpha \neq \beta }, то после конечного числа шагов встретится первый разряд {\displaystyle n}, такой что {\displaystyle a_{n}\neq b_{n}}. Если {\displaystyle a_{n}<b_{n}}, то {\displaystyle \alpha <\beta }; если {\displaystyle a_{n}>b_{n}} то {\displaystyle \alpha >\beta }.
Однако, при этом следует учитывать, что число {\displaystyle a_{0},a_{1}a_{2}\ldots a_{n}(9)=a_{0},a_{1}a_{2}\ldots a_{n}+10^{-n}}. Поэтому если запись одного из сравниваемых чисел, начиная с некоторого разряда, представляет собой периодическую десятичную дробь, у которой в периоде стоит 9, то её следует заменить на эквивалентную запись, с нулём в периоде.
Арифметические операции над бесконечными десятичными дробями определяются как непрерывное продолжение соответствующих операций над рациональными числами. Например, суммой вещественных чисел {\displaystyle \alpha } и {\displaystyle \beta } называется вещественное число {\displaystyle \alpha +\beta }, удовлетворяющее следующему условию:
Аналогично определяет операция умножения бесконечных десятичных дробей.

### Теория сечений в области рациональных чисел
В подходе Дедекинда вещественные числа определяются с помощью сечений в множестве рациональных чисел.
Сечением в множестве рациональных чисел {\displaystyle \mathbb {Q} } называется всякое разбиение совокупности всех рациональных чисел на два непустых класса — нижний {\displaystyle A} и верхний {\displaystyle A'}, так что каждое число из нижнего класса строго меньше всякого числа из верхнего:
{\displaystyle \mathbb {Q} =A\cup A'\quad \land \quad A,A'\neq \varnothing \quad \land \quad \forall a\in A,\forall a'\in A'\;(a<a')}
Если существует число {\displaystyle \alpha }, которое является максимальным в нижнем классе, либо минимальным в верхнем классе, то это число разделяет множества {\displaystyle A} и {\displaystyle A'}: числа нижнего и верхнего классов лежат по разные стороны от {\displaystyle \alpha }. Говорят также, что рациональное число {\displaystyle \alpha } производит данное сечение множества рациональных чисел.
Если же в нижнем классе сечения нет максимального элемента, а в верхнем — минимального, то не существует никакого рационального числа, которое разделяло бы множества {\displaystyle A} и {\displaystyle A'}. В этом случае по определению полагают, что данное сечение определяет некоторое иррациональное число {\displaystyle \alpha }, которое находится между нижним и верхним классами, и тем самым производит данное сечение. Иначе говоря, для всякого сечения, не производимого никаким рациональным числом, вводят новый объект — иррациональное число, которое по определению больше всякого числа из нижнего класса и меньше всякого числа из верхнего класса:
{\displaystyle \forall a\in A,\forall a'\in A'\;a<\alpha <a'}
Объединение всех рациональных и всех иррациональных чисел называют множеством вещественных чисел, а его элементы — вещественными числами.
Арифметические операции над вещественными числами определяются как непрерывное продолжение соответствующих операций над рациональными числами. Например, суммой вещественных чисел {\displaystyle \alpha } и {\displaystyle \beta } называется вещественное число {\displaystyle \alpha +\beta }, удовлетворяющее следующему условию:

## Аксиоматический подход
Построить множество вещественных чисел можно разными способами. В теории Кантора вещественные числа — классы эквивалентных фундаментальных последовательностей рациональных чисел, в теории Вейерштрасса — бесконечные десятичные дроби, в теории Дедекинда — сечения в области рациональных чисел. Во всех этих подходах в результате мы получаем некоторое множество объектов (вещественных чисел), обладающих определёнными свойствами: их можно складывать, умножать, сравнивать между собой. Более того, коль скоро установлены свойства этих объектов, мы можем больше не апеллировать к тем конкретным конструкциям, с помощью которых они были построены.
В математике важна не конкретная природа объектов, а лишь математические соотношения, существующие между ними.
Для человека, который исследует математическое понятие количество элементов, безразлично, о чём говорить — о трёх яблоках или о трёх камнях, и их съедобность или несъедобность значения не имеет. В процессе отвлечения от несущественных признаков, то есть абстрагирования (лат. abstractio — отвлечение), он приходит к тому общему, что есть у трёх яблок и трёх камней — количеству элементов. Так возникает абстрактное понятие натурального числа. С этой точки зрения три яблока и три камня — две конкретные реализации модели абстрактного понятия «число три».
Точно так же классы фундаментальных последовательностей рациональных чисел, бесконечные десятичные дроби, сечения в области рациональных чисел являются лишь конкретными реализациями, моделями вещественного числа. А само понятие вещественного числа определяется существующими для него математическими соотношениями. Коль скоро они установлены, определено и понятие вещественного числа.
Здесь уместно привести знаменитое высказывание Д. Гильберта, основоположника системного аксиоматического метода в математике, который, имея в виду аксиоматизацию геометрии, как-то заметил:
Следует добиться того, чтобы с равным успехом можно было говорить вместо точек, прямых и плоскостей о столах, стульях и пивных кружках.Давид Гильберт

### Аксиоматика вещественных чисел
Множество {\displaystyle \mathbb {R} } называется множеством вещественных чисел, а его элементы — вещественными числами, если выполнен следующий комплекс условий, называемый аксиоматикой вещественных чисел:

#### Аксиомы поля
На множестве {\displaystyle \mathbb {R} } определено отображение (операция сложения)
{\displaystyle +:\mathbb {R} \times \mathbb {R} \to \mathbb {R} }
сопоставляющее каждой упорядоченной паре элементов {\displaystyle a,b} из {\displaystyle \mathbb {R} } некоторый элемент {\displaystyle c} из того же множества {\displaystyle \mathbb {R} }, называемый суммой {\displaystyle a} и {\displaystyle b} ({\displaystyle a+b} эквивалентная запись элемента {\displaystyle c} множества {\displaystyle \mathbb {R} }).
Также, на множестве {\displaystyle \mathbb {R} } определено отображение (операция умножения)
{\displaystyle \cdot :\mathbb {R} \times \mathbb {R} \to \mathbb {R} }
сопоставляющее каждой упорядоченной паре элементов {\displaystyle a,b} из {\displaystyle \mathbb {R} } некоторый элемент {\displaystyle a\cdot b}, называемый произведением {\displaystyle a} и {\displaystyle b}.
При этом имеют место следующие свойства.
{\displaystyle {\text{I}}_{1}.} Коммутативность сложения. Для любых {\displaystyle a,b\in \mathbb {R} }
{\displaystyle {\text{I}}_{2}.} Ассоциативность сложения. Для любых {\displaystyle a,b,c\in \mathbb {R} }
{\displaystyle {\text{I}}_{3}.} Существование нуля. Существует элемент {\displaystyle 0\in \mathbb {R} }, называемый нулём, такой, что для любого {\displaystyle a\in \mathbb {R} }
{\displaystyle {\text{I}}_{4}.} Существование противоположного элемента. Для любого {\displaystyle a\in \mathbb {R} } существует элемент {\displaystyle -a\in \mathbb {R} }, называемый противоположным к {\displaystyle a}, такой, что
{\displaystyle {\text{I}}_{5}.} Коммутативность умножения. Для любых {\displaystyle a,b\in \mathbb {R} }
{\displaystyle {\text{I}}_{6}.} Ассоциативность умножения. Для любых {\displaystyle a,b,c\in \mathbb {R} }
{\displaystyle {\text{I}}_{7}.} Существование единицы. Существует элемент {\displaystyle 1\in \mathbb {R} }, называемый единицей, такой, что для любого {\displaystyle a\in \mathbb {R} }
{\displaystyle {\text{I}}_{8}.} Существование обратного элемента. Для любого {\displaystyle a\in \mathbb {R} ,a\neq 0} существует элемент {\displaystyle a^{-1}\in \mathbb {R} }, обозначаемый также {\displaystyle 1/a} и называемый обратным к {\displaystyle a}, такой, что
{\displaystyle {\text{I}}_{9}.} Дистрибутивный закон умножения относительно сложения. Для любых {\displaystyle a,b,c\in \mathbb {R} }
{\displaystyle {\text{I}}_{10}.} Нетривиальность поля.  Единица и ноль — различные элементы {\displaystyle \mathbb {R} }:
{\displaystyle 1\neq 0}

#### Аксиомы порядка
Между элементами {\displaystyle \mathbb {R} } определено отношение {\displaystyle \leqslant }, то есть для любой упорядоченной пары элементов {\displaystyle a,b} из {\displaystyle \mathbb {R} } установлено, выполняется соотношение {\displaystyle a\leqslant b} или нет. При этом имеют место следующие свойства.
{\displaystyle {\text{II}}_{1}.} Рефлексивность. Для любого {\displaystyle a\in \mathbb {R} }
{\displaystyle a\leqslant a}
{\displaystyle {\text{II}}_{2}.} Антисимметричность. Для любых {\displaystyle a,b\in \mathbb {R} }
{\displaystyle (a\leqslant b)\land (b\leqslant a)\Rightarrow (a=b)}
{\displaystyle {\text{II}}_{3}.} Транзитивность. Для любых {\displaystyle a,b,c\in \mathbb {R} }
{\displaystyle (a\leqslant b)\land (b\leqslant c)\Rightarrow (a\leqslant c)}
{\displaystyle {\text{II}}_{4}.} Линейная упорядоченность. Для любых {\displaystyle a,b\in \mathbb {R} }
{\displaystyle (a\leqslant b)\lor (b\leqslant a)}
{\displaystyle {\text{II}}_{5}.} Связь сложения и порядка. Для любых {\displaystyle a,b,c\in \mathbb {R} }
{\displaystyle (a\leqslant b)\Rightarrow (a+c\leqslant b+c)}
{\displaystyle {\text{II}}_{6}.}Связь умножения и порядка. Для любых {\displaystyle a,b\in \mathbb {R} }
{\displaystyle (0\leqslant a)\land (0\leqslant b)\Rightarrow (0\leqslant a\cdot b)}

#### Аксиомы непрерывности
{\displaystyle {\text{III}}_{1}.} Каковы бы ни были непустые множества {\displaystyle A\subset \mathbb {R} } и {\displaystyle B\subset \mathbb {R} }, такие, что для любых двух элементов {\displaystyle a\in A} и {\displaystyle b\in B} выполняется неравенство {\displaystyle a\leqslant b}, существует такое число {\displaystyle \xi \in \mathbb {R} }, что для всех {\displaystyle a\in A} и {\displaystyle b\in B} имеет место соотношение
Этих аксиом достаточно, чтобы строго вывести все известные свойства вещественных чисел.
На языке современной алгебры аксиомы первой группы означают, что множество {\displaystyle \mathbb {R} } является полем. Аксиомы второй группы — что множество {\displaystyle \mathbb {R} } является линейно упорядоченным множеством ({\displaystyle {\text{II}}_{1}} — {\displaystyle {\text{II}}_{4}}), причём отношение порядка согласовано со структурой поля {\displaystyle {\text{II}}_{5}} — {\displaystyle {\text{II}}_{6}}. Множества, удовлетворяющие аксиомам первой и второй группы, называются упорядоченными полями. Наконец, последняя группа, состоящая из одной аксиомы, утверждает, что множество вещественных чисел обладает свойством непрерывности, которое также называют полнотой. Резюмируя, можно дать эквивалентное определение множества вещественных чисел.
Определение. Множеством вещественных чисел называется непрерывное упорядоченное поле.

### Другие системы аксиом вещественных чисел
Существуют и другие способы аксиоматизации вещественных чисел. Например, вместо аксиомы непрерывности {\displaystyle {\text{III}}_{1}.} можно использовать любое другое эквивалентное ей условие, или группу условий. Например, в системе аксиом, предложенной Гильбертом, аксиомы групп {\displaystyle {\text{I}}} и {\displaystyle {\text{II}}}, по существу, те же, что и в приведённые выше, а вместо аксиомы {\displaystyle {\text{III}}_{1}} используются следующие два условия:
{\displaystyle {\text{III}}_{1}'.} Аксиома Архимеда. Пусть {\displaystyle a>0} и {\displaystyle b>0}. Тогда элемент {\displaystyle a} можно повторить слагаемым столько раз, чтобы образовавшаяся в результате сумма превзошла {\displaystyle b}:
{\displaystyle a+a+\ldots +a>b}
{\displaystyle {\text{III}}_{2}'.} Аксиома полноты (в смысле Гильберта). Систему {\displaystyle \mathbb {R} } невозможно расширить ни до какой системы {\displaystyle \mathbb {R} ^{*}} так, чтобы при сохранении прежних соотношений между элементами {\displaystyle \mathbb {R} } для {\displaystyle \mathbb {R} ^{*}} выполнялись бы все аксиомы {\displaystyle {\text{I}}}—{\displaystyle {\text{II}}}, {\displaystyle {\text{III}}_{1}'.}.
Таким образом, можно дать следующее эквивалентное определение:
Определение. Множество вещественных чисел есть максимальное архимедово упорядоченное поле
В качестве другого примера аксиоматизации вещественных чисел можно привести аксиоматику Тарского, состоящую всего из 8 независимых аксиом.

## Свойства

### Связь с рациональными числами
Очевидно, что на числовой прямой рациональные числа располагаются вперемешку с вещественными, причём множество вещественных чисел в известном смысле «плотнее» множества рациональных. Возникает закономерный вопрос, насколько часто на числовой прямой попадаются рациональные и вещественные числа и можно ли одни числа приблизить другими. Ответ на этот вопрос дают три леммы, основанные, в основном, на аксиоме Архимеда.
Лемма 1. Для любого вещественного числа и любого наперёд взятого положительного рационального расстояния найдётся пара рациональных чисел, отстоящих друг от друга менее, чем на это расстояние, таких что вещественное число лежит на отрезке между этими рациональными числами.
{\displaystyle \forall a\in \mathbb {R} ~\forall \varepsilon \in \mathbb {Q} _{+}~\exists q_{1},q_{2}\in \mathbb {Q} :~(q_{1}\leq a\leq q_{2})\land (q_{2}-q_{1}<\varepsilon )}
Эта лемма говорит о том, что любое вещественное число можно с заданной точностью с двух сторон приблизить рациональными числами.
Лемма 2. Между любыми двумя различными вещественными числами содержится рациональное число.
{\displaystyle \forall a,b\in \mathbb {R} ,a<b~\exists q\in \mathbb {Q} :a<q<b}
Очевидным следствием из этой леммы является тот факт, что между любыми двумя несовпадающими вещественными числами содержится целое бесконечное множество рациональных. Кроме того, ещё более очевидно, что между любыми двумя различными рациональными числами содержится вещественное.
Лемма 3. Приближение вещественного числа рациональными, описанное в лемме 1, идентифицирует вещественное число единственным образом.
{\displaystyle \forall a,b\in \mathbb {R} ~(\forall \varepsilon \in \mathbb {Q} _{+}~\exists q_{1},q_{2}\in \mathbb {Q} :~(q_{1}\leq a\leq q_{2})\land (q_{1}\leq b\leq q_{2})\land (q_{2}-q_{1}<\varepsilon ))\Rightarrow a=b}
Эти леммы прежде всего говорят о том, что множество вещественных чисел не такое «плотное» по сравнению с множеством рациональных чисел, как может показаться; однако оно всё же «более плотное», чем множество рациональных, поскольку множество рациональных чисел имеет мощность алеф-нуль, а множество вещественных — мощность континуума. Особенно ярко это иллюстрирует лемма 2. Все три леммы активно используются для доказательства различных теорем, связанных с операциями сложения и умножения вещественных чисел.

### Теоретико-множественные свойства
Изначально вещественные числа были естественным обобщением рациональных, но у них впервые было обнаружено свойство несчётности, которое говорит о том, что множество вещественных чисел нельзя занумеровать, то есть не существует биекции между множествами вещественных и натуральных чисел. Чтобы показать несчётность всего множества вещественных чисел, достаточно показать несчётность интервала {\displaystyle \left(0,1\right)}.
Пусть все числа указанного промежутка уже занумерованы некоторым образом. Тогда их можно выписать в следующем виде:
{\displaystyle x_{1}=0,a_{11}a_{12}\cdots a_{1m}\cdots }
{\displaystyle x_{2}=0,a_{21}a_{22}\cdots a_{2m}\cdots }
{\displaystyle \cdots }
{\displaystyle x_{k}=0,a_{k1}a_{k2}\cdots a_{km}\cdots }
{\displaystyle \cdots }
Здесь {\displaystyle a_{ij}} — {\displaystyle j}-я цифра {\displaystyle i}-го числа. Очевидно, что все числа указанного вида действительно принадлежат рассматриваемому промежутку, если только в каждом числе не все цифры сразу являются нулями или девятками.
Далее предлагается рассмотреть следующее число:
{\displaystyle x=0,d_{1}d_{2}\cdots d_{m}\cdots }
Пусть каждая цифра {\displaystyle d_{i}} этого числа удовлетворяет следующим трём свойствам:
- {\displaystyle d_{i}\neq 0}
- {\displaystyle d_{i}\neq 9}
- {\displaystyle d_{i}\neq a_{ii}}

Такое число действительно существует на указанном промежутке, так как оно является вещественным, не совпадает ни с нулём, ни с единицей, а десятичных цифр достаточно, чтобы третье свойство выполнялось. Кроме этого, {\displaystyle x} интересно тем фактом, что оно не совпадает ни с одним из чисел {\displaystyle x_{j}}, выписанных выше, ведь иначе {\displaystyle j}-я цифра числа {\displaystyle x} совпала бы с {\displaystyle j}-ой цифрой числа {\displaystyle x_{j}}. Пришли к противоречию, заключающемуся в том, что как бы числа рассматриваемого промежутка ни были занумерованы, всё равно найдётся число из этого же промежутка, которому не присвоен номер.
Это свидетельствует о том, что множество вещественных чисел не является счётным. Его мощность называется мощностью континуума.

## Расширенное множество вещественных чисел
В ряде приложений математического анализа удобно использовать расширенное множество вещественных чисел {\displaystyle {\overline {R}}}, которое получается дополнением множества вещественных чисел {\displaystyle R} бесконечно удалённой точкой одним из следующих способов.
- Двумя бесконечностями со знаком: {\displaystyle {\overline {R}}=R\cup \{+\infty \}\cup \{-\infty \}},
- Одной бесконечностью без знака: {\displaystyle {\overline {R}}=R\cup \{\infty \}}.

Бесконечности со знаком {\displaystyle +\infty } и {\displaystyle -\infty }, фигурирующие в первом определении, представляют собой предел последовательности соответственно положительных или отрицательных чисел, неограниченно возрастающих по модулю. Во втором определении фигурирует бесконечность без знака {\displaystyle \infty }, иногда обозначаемая также как {\displaystyle \pm \infty }, которая представляет собой предел последовательности чисел (с произвольными знаками), неограниченно возрастающих по модулю. Заметим, что символом {\displaystyle \infty } может обозначаться как бесконечность без знака, так и положительная бесконечность {\displaystyle +\infty }. Обычно из контекста понятно, какая бесконечность имеется в виду, либо это не имеет значения.

## Обобщение вещественных чисел
Поле вещественных чисел {\displaystyle \mathbb {R} } постоянно служило в математике источником обобщений, причём в различных практически важных направлениях. Непосредственно к полю {\displaystyle \mathbb {R} } примыкают следующие варианты обобщённых числовых систем.
1. Комплексные числа. Особенно плодотворны в алгебре и анализе, успешно используются в физике, электротехнике, картографии, гидродинамике и др.
2. Интервальные числа. Используются преимущественно в теории приближённых вычислений и в теории вероятностей.
3. Нестандартный анализ, который добавляет к вещественным числам бесконечно малые и бесконечно большие числа (разных порядков).

## Прикладные применения
Математическая модель вещественных чисел повсеместно применяется в науке и технике для измерения непрерывно меняющихся величин. Однако это не главное её применение, потому что реально измеренные величины всегда имеют конечное число десятичных знаков, то есть являются рациональными числами. Основное назначение этой модели — служить базой для аналитических методов исследования. Огромный успех этих методов за последние три века показал, что модель вещественных чисел в большинстве случаев достаточно адекватно отражает структуру непрерывных физических величин.
Сказанное, конечно, не означает, что вещественная числовая прямая есть точный образ реальной непрерывной величины. Например, современной науке пока не известно, дискретны ли пространство и время или делимы неограниченно; однако даже во втором случае модель вещественных чисел для этих величин должна рассматриваться как приближённая, поскольку понятия точки пространства и момента времени представляют собой идеализации, не имеющие реального аналога. Этот фундаментальный вопрос широко обсуждается в науке, начиная с апорий Зенона.